# Невидимая смерть
Невидимая смерть (англ. Invisible Death) — научно-фантастический роман американского писателя Лина Картера, второй из его серии «Заркон, Властелин Неизвестного». Впервые книга была опубликована в твёрдом переплёте издательством Doubleday в ноябре 1975 года, а в июле 1978 года издательство Popular Library выпустило издание в мягкой обложке. В декабре 1999 года роман был переиздан издательством Wildside Press. Электронное издание было выпущено издательством Thunderchild Publishing в сентябре 2017 года.

## Краткое содержание
Богатые, могущественные и состоятельные члены общества гибнут один за другим, не имея ни малейшего понятия, отчего это происходит. Только принц Заркон и его команда Омега могут надеяться раскрыть тайну и положить конец террору, который, как оказывается, был совершён Мрачным Жнецом, суперзлодеем, который передаёт смерть по радио миллионерам, не желающим платить его цену.

## Критика
Роберт М. Прайс характеризует серию «Заркон» как «пять восхитительных романов… любовное посвящение Лина Картера Доку Сэвиджу и его создателю Лестеру Денту». Они восхваляют «славные четвёртого сорта бульварные романы, радио, комиксы и фильмы, которые он любил в детстве». Он отмечает, что «романы успешно балансируют на грани между честью и пародией», и «юмор, кажется, никогда не мешает действию и не подрывает его». Хотя «нетрудно найти недостатки здесь и там», а серия «не совсем свободна от небрежности, свойственной Картеру в его поздней карьере… в целом эти книги значительно превосходят многое из того, что он писал в тот же период». Все романы о Зарконе написаны чётким, живым слогом, иногда напоминающим прозу Лестера Дента».
Рецензию на книгу также опубликовал У. Н. Макферсон в журнале The Science Fiction Review Monthly за декабрь 1975 года.